# ユニコーンガンダム
ユニコーンガンダム (UNICORN GUNDAM) は、「ガンダムシリーズ」に登場する架空の兵器。有人操縦式の人型機動兵器「モビルスーツ (MS)」のひとつ。初出は2007年から発表された矢立肇・富野由悠季原案、福井晴敏著による小説で、のちにアニメ化された『機動戦士ガンダムUC』。
作中の軍事勢力の一つである地球連邦軍の試作ガンダムタイプMS。劇場アニメ『機動戦士ガンダム 逆襲のシャア』で初登場した特殊構造材「サイコフレーム」を全身の内部骨格に採用しており、平常時の「ユニコーンモード」から各部を展開・伸長してフレームを露出させた最大稼動モード「デストロイモード」に変身するのが特徴。
『UC』作中では、主人公バナージ・リンクスが搭乗する白い1号機と、当初敵対するがのちに共闘する黒い2号機「バンシィ」の2機が登場する。さらに、『UC』本編には登場しない金色の3号機「フェネクス」が外伝の映像作品や小説に登場。のちの劇場アニメ『機動戦士ガンダムNT』において準主役機となった。

## デザイン
メカニックデザインはカトキハジメ。「ガンダムのV字アンテナが閉じ、目元がバイザーで隠れて人相が変わり、ガンダムの記号が隠されてユニコーンのような一本角の頭部に変化する」というコンセプトは小説版著者の福井による提案で、福井からカトキへと提案されたという。カトキは当初、角が縦に割れて展開するギミックは簡単そうに見えて、実際には玩具サイズでの再現は難しいという理由から、商品化する場合にやりづらいと反対し、また末端だけが変化しても変わったという印象に乏しく、更に当初の福井の提案はユニコーンという題材に対する考察が十分ではない、といった問題点にも気がついていた。
しかし、福井が『UC』という作品に作家生命を賭けようとしている熱意を感じたカトキは本腰を入れる決意をし、福井が提示したイメージをさらに昇華してよりドラマチックな演出ができるよう、ガンダムの顔が現れるのと共に身長が伸びて7頭身から8頭身に変化し、まったく異なる姿に「変身」するギミックを加えた。更に福井はそれを受け、ガンダムの記号が隠れる「ユニコーンモード」の頭身を小説中で「人体に近い体型」として言及させることで、等身が伸びてガンダム顔のMSに変身するというギミックに「人の中に眠る可能性」という物語上の意味を付加させることにしたという。
ガンダムの象徴であるアンテナは鋭角的かつ長大にデザインされ、シンボルとして際立たせつつ商品化の際にも有利となることを考慮し、V字アンテナとして展開した際に、ガンダムらしいデザインとしてギリギリ成立する最大限の長さが意図されたという。福井によれば、V字アンテナを閉じた状態を「まるでユニコーンの如しだね」と話していたものの、それで“ユニコーンガンダム”という名称はいくらなんでもと躊躇していたが、あるとき宇宙世紀 (Universal Century, U.C.) とユニコーン (Unicorn) が掛けられることに気付き、決定した。
また、デザインは一発でオーケーであったものの、福井がトリコロールを意識してみてはと提案してみたところ、脚部・腹部・胸部でサイコフレームの発光色が異なる信号機のようなものが上がってきたため、立ち消えとなりサイコフレームは赤一色になったという。
当初『ガンダムUC』は商品化や映像化を前提としていなかったため、それを逆手にとり、あえて「ちょっと難しいデザイン」に舵を切ることとなったという。一方でカトキには、商品化の難しさを「克服しづらいが故の魅力」と捉え、「諸処の事情に鈍感なフリ」という体裁を取ることで、困難さを前提に技術的な挑戦をしていくという方向性で解決できるという算段もあったという。商品化には腰を据えた取り組みが必用になることが、カトキを通じて早い段階からバンダイのホビー事業部に伝えられており、実際には小説の連載開始間もない時期から、差し替えなしで「変身」ギミックを再現するガンプラの企画が立ち上がっていた。カトキは変身後の全高を、νガンダムと並べた時の見栄えも考慮しつつ、劇中におけるこの時代のMSの全高が他の時代より高いという設定にうまく合致させることができたとしている。

## 設定解説
地球連邦軍の再編計画の一環である参謀本部直轄「UC計画」の最終段階として開発された実験機。宇宙世紀0096年に、アナハイム・エレクトロニクスが保有する月面のグラナダ工場で2機が完成する。
第二次ネオ・ジオン抗争時のニュータイプ専用機において限定的に採用されていた特殊構造材「サイコフレーム」で機体の駆動式内骨格「ムーバブルフレーム」のすべてを構築した、史上初のフル・サイコフレーム機である。サイコフレームの限界能力を実証すべく先行開発された、ユニコーンガンダムの「NT-D」発動時（デストロイモード）の実験機「シナンジュ」のデータが反映されており、従来のサイコフレーム機を遥かに凌ぐ機体追従性を獲得している。
通常は、一角獣（ユニコーン）の名の由来である額の一本角（ブレードアンテナ）とフェイスガードの被覆によってツインアイの露出域が非常に細いことが特徴となっている、「ユニコーンモード」で運用される。NT-Dシステムがニュータイプを感知することによって機体のリミッターが解除され、全身の装甲が展開して内部フレームが拡張し、ブレードアンテナがV字型に展開してフェイスガードが頭部に収納されてガンダムタイプの顔が現れ、真の姿「デストロイモード」に“変身”する。変身後は、推力、ジェネレーター出力が「測定不能」にまで達するほど劇的に性能が向上するが、その反面、各部に露出したサイコフレームがまばゆく発光してしまう。あらゆる兵器にとって位置の露見に直結する発光は、最も回避しなければならない欠点だが、サイコフレームの発光現象は原理すら解明できていないため、デストロイモードが抱える不可避の問題となっている。なお、“変身”前後におけるブレードアンテナの形状から、作中では「ユニコーンモード」は「一本角」、「デストロイモード」は「角割れ」の通称で呼ばれる。
ガンダムタイプとして開発された理由については、地球連邦軍の再編計画におけるプロパガンダ的な意味合いが強く、ジオン根絶における絶対的象徴としてのほか、科学技術の力によってニュータイプ神話を打ち砕くための存在として、ニュータイプ神話と共にあり続けた「ガンダム」以上にふさわしい機体はないという思惑があったのであろうと言及されている。地球連邦軍参謀本部のUC計画担当幕僚であるミハエル・ユーリック中将からアナハイム・エレクトロニクス社の上層部への要求は、「地球連邦軍参謀本部が想定する所の、ニュータイプ兵器（サイコミュ兵器）との戦闘状況を、完全に制圧・掌握できる性能。これこそがUC計画で開発・生産されるMSに求められるすべてである」という言葉であったとされ、この言葉が地球連邦軍にとってのUC計画がいかなるものかを端的に表している。しかし、劇中においてはそうした思惑とは裏腹に、1号機には本来の設計に相反するシステムが組み込まれた後、偶発的な要因から地球連邦でもジオンでもない民間人の個人に運用を委ねられ、ニュータイプの有りようを巡って中立的な立場で双方の勢力を転々とする。また、2号機は1号機を回収するため対立する勢力に運用されて幾度か死闘を繰り広げるが、最終的には1号機と共闘している。
他にも1号機と2号機、および3号機の予備パーツとして、ユニコーンガンダムをもう1機組めるだけのサイコフレームが用意されていた。原作小説版『ガンダムUC』では「ラプラス戦争」におけるコロニーレーザー阻止作戦にて、インダストリアル7宙域にそれらすべてをばら撒き、ユニコーンガンダムのサイコ・フィールドを増幅する媒介として使用している。アニメ版『ガンダムUC』の「ラプラス事変」ではその展開こそカットされるも、後日談となる『機動戦士ガンダムNT』においてルオ商会がユニコーンガンダム用の予備サイコフレームを収集、RX-9 ナラティブガンダムの装備や、ガンダムを守る結界として利用している。
なお、小説版では正式名称は「RX-0 ユニコーン」で、「ユニコーンガンダム」の名はいわゆる愛称であるとされている。

### NT-Dシステム
フル・サイコフレーム用のOSで、RX-0各機を「ユニコーンモード」からガンダムの姿である「デストロイモード」へ“変身”させる際に発動する。フル・フロンタルによれば、ジオンが遺した最大の「神話」であるニュータイプを抹殺するために造られたシステムであるという。
"NT-D" という名称は「ニュータイプ・デストロイヤー」の略であるとされ、額のブレード・アンテナが敵のサイコミュ感応波を探知することで発動（デストロイモードへ“変身”）する。ただし、通常の人間では限界稼働時間は5分と言われており、通常駆動の際にはリミッターがかけられ発動しないようになっている。例として1号機は、強化人間のマリーダ・クルスやフロンタル、ニュータイプであるロニ・ガーベイとの戦闘時にシステムが発動している。ただしパイロットがニュータイプであれば、ある程度任意で発動させることも可能となっている。
本システムと開発の目的（ニュータイプ駆逐）が類似したシステムとして、一年戦争期にフラナガン機関出身の研究者クルスト・モーゼスが開発した「EXAMシステム」が存在するが、EXAMシステムはオールドタイプの搭乗を、NT-Dは強化人間の搭乗を想定して開発されているところに相違点がある。それに加え、クルストは連邦・ジオンの区別にこだわっておらず、あくまでもニュータイプ自体の殲滅を最終目標としてEXAMシステムを設計していた。しかしながら、ユニコーンガンダムの開発要求仕様書には、連邦軍側からの担当者の欄に「担当者：技術開発本部 アルフ・カムラ大佐」という名が記載されているが、この人物はEXAMシステム搭載MSブルーディスティニーの担当技術士官であったアルフ・カムラ大尉と同じ名前である。
小説版『UC』ではNT-Dの名称について、1号機の開発に関わった技術者アーロン・テルジェフは「ニュータイプ・ドライブ」の略であると聞かされており、アルベルト・ビストもまた“1号機はシステムにラプラス・プログラムが追加されて発動条件が変更されているため、もはや本来の「ニュータイプ・デストロイヤー」ではなく「ニュータイプ・ドライブ」とでも呼ぶべき亜流のシステムである”と評している。またアルベルトは1号機について、パイロットをもスキャンしてその感応波を検知して発動しているのではないかと戦闘記録から推測している。この小説版では、「UC計画」によって誕生したNT-Dを搭載する3機（ユニコーン、バンシィ、シナンジュ）は、パイロットのニュータイプ能力に呼応してサイコフレームが最大共振すると、第二次ネオ・ジオン抗争時のνガンダムと同様に、機体から虹色の光の力場「サイコ・フィールド」を発している。そしてユニコーンとシナンジュの最終決戦では、対峙する2機から放たれる虹色のサイコ・フィールドがぶつかり合うという、他のMSとは一線を画する能力をみせている。

#### インテンション・オートマチック・システム
シナンジュから継承された、パイロットの脳内操縦イメージを、機体の挙動へ直接反映させるサイコミュ思考操縦システム。
このシステムによって、デストロイモード時は瞬間移動と見紛うほど圧倒的な機動性を発揮できるため、1号機に搭乗したバナージはパイロットとして遥か格上のフロンタルと互角に戦っている。しかし20メートル級MSが人間と同様の動作をした場合、発生する加速度（G負荷）は瞬間的に20Gに達するなど殺人的であり、なおかつサイコミュによる精神的負荷も考慮すると、システムの稼働時間は5分程度が限界である。よってRX-0は最短時間且つ効率的な運用が必要となるため、「UC計画」では“露払い”としてジェスタが開発されている。しかしユニコーンガンダムはジェスタと共闘する機会を持てず、このためインダストリアル7宙域における集団戦では、デストロイモードであっても「袖付き」の一般機に押される場面が見られる。

#### 専用パイロットスーツ
デストロイモードに対応するため、耐G薬投与器やコックピットシートへの固定ホルダーを備える。パワーアシストも搭載。ただし耐G能力には限度があり、1号機パイロットのバナージ・リンクスは、クシャトリア、バンシィからそれぞれコックピットに打突を受けた際の衝撃（G）によって昏倒している。
また、ヘルメットなどにはサイコフレームを搭載しており、感応波の増幅やシステムとのマッチングが行われる。

#### サイコミュ・ジャック
相手の機体に搭載されているサイコミュを封じる、あるいは乗っ取る、対サイコ・マシン機能。ユニコーンガンダムの場合は機体制御をNT-Dに移行した後、使用可能となる。
頭部ブレードアンテナを、感応波の受信を主とするユニコーン（一本角）から発信を主とするV字型へ“変身”させた後、干渉波を頭頂部から放出することで敵機のサイコミュ兵器（ファンネル）の制御を奪う。有効範囲は不明だが、本機は量子コンピュータと同等とされる極めて高い演算処理能力を有しており、ジャック機能を最大限に利用できる。

### デストロイ・アンチェインド
ガンプラ『PG（パーフェクトグレード） 1/60スケールモデル ユニコーンガンダム』にて追加設定された、ユニコーンガンダム“第三の形態”。
ユニコーンガンダムと、搭乗するニュータイプパイロットがインテンション・オートマチック・システムを通じて過剰に交感し、万が一NT-Dシステムの稼働レベルが制御域の数値を超えてしまった場合に備え、搭乗者の意思とは無関係に機体がオートでこの「アンチェインド（繋がれざる者）」と呼ばれる形態へ移行する機能が備わっているとされる。その姿は全身の外部装甲がデストロイモード時からさらに展開し、内部のサイコフレームがより広範囲に露出した姿となる。これは強力なサイコ・フィールドを発生した際に機体への干渉を避けるための措置とされており、その様子は拘束から解き放たれた“繋がれざる者”として、その様を示す。
この秘匿機能「デストロイ・アンチェインド」は「UC計画」遂行のために備えられた“保険”となる“最終手段”であったとされ、この状態ではサイコミュ接続の流量制限が強制カットされ、機体の操縦権もパイロットからNT-Dシステムへ強制的に移行する。システムと直結状態のパイロットは、その生存率が一切考慮されず“生体部品”扱いとなり、ユニコーンガンダムは敵性サイコミュ機の撃墜のみを目的とするプログラムコードを自動実行するだけの、機械的な支配下に置かれた完全な戦闘マシンへ変貌してしまう。
しかしながらラプラス事変ではユニコーンガンダムが本形態へ移行することはなく、1号機はサイコフレームの発光色が虹色に変化して全身にサイコシャードを発生させた、開発者たちの想定をも超えた異なる形態へ移行している
漫画『機動戦士ガンダム U.C.0096 ラスト・サン』では、サイド7宙域にてNT-Dシステムの赴くままに活動するユニコーンガンダム3号機「フェネクス」が、デストロイ・アンチェインドモードとなる。その際におけるサイコフレームの燐光の強さは、本来の色を失わせるほどに至り、灯滅せんとして光を増すごとき暴威を振るったとされる。

## 1号機
極秘裏に「袖付き」に受託させるため、アナハイム社所有の工業コロニー「インダストリアル7」に持ち込まれた機体。単に「ユニコーンガンダム」「ユニコーン」と呼ばれる機体は、基本的にこの1号機のことを指す。その姿は、タペストリー「貴婦人と一角獣」に描かれた貴婦人の傍らに寄り添う神獣ユニコーンをデザインモチーフにしており、装甲色はほぼ全体が白色、サイコフレームの発光色は赤となる。また、サイコフレームの最大共振時は発光色が赤から緑に変化し、小説版では更に全身に虹色の光のオーラをまとう。
アナハイム社と深い関わりを持ちつつも独自の思惑を持つビスト財団の当主カーディアス・ビストの主導により、この1号機にのみ、元々の仕様にはなかった「La+（ラプラス）プログラム」というシステムが組み込まれている。このことから、ビスト財団が秘匿し続けてきた重要機密「ラプラスの箱」を解放するための唯一の「鍵」と言われている。
当機をもってニュータイプ専用機の開発はその到達点を迎えたが、同時に人が制御できない超常的な力を発揮するまでになってしまったため、以後のMSには当機の技術は具体的な継承はなされていない。また、極めて特殊な事情を持つ当機の開発プロジェクトは、セクション毎に厳重な情報統制がなされており、たとえ開発に参画したメンバーであっても同等の機体を造ることはまずできないとされる。

### La+（ラプラス）プログラム
1号機にのみカーディアス・ビストによって組み込まれた特殊システム。ビスト財団に強大な権力を与えることになった「ラプラスの箱」の所在地へと乗り手を導く「鍵」となるプログラムである。La+が指定した座標でNT-Dを発動させると、「ラプラスの箱」への手がかりとなる（次の座標）データが開示される。
小説版『UC』では上記に加えて、搭乗者に強化人間と思われる反応があった場合はシステムが起動しない機能がガエル・チャンによって語られている。

### 武装
ビーム・マグナム
ユニコーンガンダムの標準装備として使用されるRX-0シリーズ独自の携行兵装。最大の特徴はメガ・バズーカ・ランチャーと同等（通常のビーム・ライフルの4倍）の破格の威力で、発射したビームは拡散する粒子によってかすめたMSを撃破するほどの破壊力を有している。ただし、その威力に比してエネルギーの消費も激しく、一射ごとに標準的な容量のEパック（エネルギーパック）をひとつ消費する。さらに、1マガジンの装弾数は5発で、予備マガジン（腰部後方のアーマー左右に装備可能）を含めても最大で15発までしか撃てないことから、継戦能力には問題を抱える。また、高威力ゆえに取り回しが悪く、そのため周囲への被害が配慮される局面においては、しばしば後述のビーム・ガトリングガンを使用している。なお、非使用時にはバックパックや腕部ラッチへのマウントが可能となっている。
本武装はRX-0の専用装備として開発されているが、他の機体でも使用は可能である。ただし、反動が大きく、RX-0シリーズ以外のMSが使用すると腕部に稼働不良を引き起こすなど、互換性があったとは言い難い。アニメ版『ガンダムUC』では、リディ・マーセナスのデルタプラスが1号機から奪い取って使用したあとに右腕が動作不能となっている（一方で漫画『機動戦士ガンダム U.C.0096 ラスト・サン』では、ガンダムデルタカイが問題なく使用している）。外伝漫画『機動戦士ガンダムUC 獅子の帰還』ではガンダムMk-IIが右腕をドーベン・ウルフのものに換装したうえ、さらに補強を加えることでビーム・マグナムを使用可能としている。
ビーム・サーベル
バックパックと前腕部ホルダーにそれぞれ2基ずつ装備。バックパック側はデストロイモードでのみ使用可能となる。すべて同型のもので、一般的なサーベルと構造に大きな違いはない。ただし、デストロイモード時にパイロットの感情の高揚に応じてビーム刃が大型化する現象が見られ、その際には巨大なデブリを両断するほどの威力を発揮している。また、規格が合えば別の機体のビーム・サーベルも使用できる。
さらにデストロイモードでのみ使用できる機能として、ビーム・トンファーが挙げられる。使用する際には前腕部ホルダーを180度前方に展開し、マウントしたままのビーム・サーベルからビーム刃を発生させる。この機能は、サーベルをマニピュレーターで保持する必要がないため、柔軟な戦闘が可能で即応性にも優れるという利点がある。
小説版におけるシナンジュとの最終決戦では、最大出力を超える巨大なビーム刃を展開した両腕のビーム・トンファーで決着を付ける。この時のビーム刃は数百メートルにも至り、最終的にサーベルの基部が溶解・爆散している。
ハイパー・バズーカ
ハイパー・バズーカ自体は地球連邦軍の代表的な代表的なMS用携行無反動砲で、同等の武装をユニコーンガンダム専用に仕様変更したものと考えられる。使用されるロケット弾は通常弾や散弾など数種類が選択可能で、デフォルトの弾頭には散弾が用いられる。特徴のひとつが砲身の伸縮機構で、収納時の利便性が考慮されている。また、砲身にレールマウントを備える点も特徴的で、他のオプション武装との連動が可能なウェポン・プラットフォームとしての機能を有している。なお、非使用時には砲身を縮めた状態でバックパックにマウントされ、予備のマガジンを腰部リアスカートに装着することも可能。ただし、リアスカートのウェポンラックはビーム・マグナムのマガジンと共用で、最大2基までしか携行できない。
火器としての性能は標準的で、ロケット弾の弾速が遅いこともあって対MS戦闘において必ずしも効果的ではないという評価も見られる。しかし、直撃すればMSの四肢を吹き飛ばすほどの威力を有しており、火力過剰なビーム・マグナムに代わって用いられている。
60ミリバルカン砲
多くの連邦系MSの頭部に内蔵される小型機関砲。制式名称は「TOTOカニンガム ASG64-C1S 60mm近接防御機関砲」。5発に1発の割合で曳光弾が仕込まれており、発砲中の射線修正が可能。
小説版初期の設定画には描かれていないが、シナンジュとの初戦で使用される（チェック漏れに気付かず、小説の連載が開始してしまった）。このため、その後の設定画稿では新たに描き足された経緯がある。後年に製作されたアニメ版では最初から描かれている。
シールド
“変身”時に構造が変化する専用装備。Iフィールド発生器とサイコフレームを内蔵しており、デストロイモードでは上下のユニットがスライドしてIフィールド発生器が露出し、パネル状のサイコフレームがX字に展開。ユニコーンモードでもIフィールドは使用でき、その場合には一時的にシールドがスライドする。この中央部のIフィールド発生器により、ビーム攻撃に対しても高い防御力を発揮する反面、発生器のサイズの都合上、Iフィールドの展開面は限定される。
ビーム・ガトリングガン
本来はクシャトリヤ用に新造された4銃身式の大型ビーム機関砲。パラオからの脱出時に1挺使用された（なお、アニメ版の初使用時にはデバイスドライバのインストールが完了するまで発砲できない描写がある）。アニメ版でパラオ脱出時に使用した際は、遭遇したドライセン（「袖付き」仕様）を一方的に撃破する威力を見せた。地上編で本機がクシャトリヤの母艦であるガランシェールに収容されて以降、ダカール（アニメ版ではトリントン基地周辺市街）での戦闘時から左腕シールドの裏側に2挺を固定装備されている。
ハイパー・メガ・ランチャー
アプリ『機動戦士ガンダム U.C. ENGAGE』の「クロスオーバーUCE」モードにて登場。ビーム・マグナムの代替武器として、アームド・アーマーBSのように右腕に装備している。

### 能力
ソフトチェストタッチ
アニメ版『UC』にてネオ・ジオングとの最終決戦を決着に導いた“所作”。デストロイモード時にサイコフレームが最大共振し緑色に発光する状態で使用。
人の可能性を信じようとするバナージの「それでも…それでも！」という叫びに呼応してユニコーンが発した未知の“暖かな光”を、両方の掌で対象に接触し直接注ぎ込む。
この“暖かな光”をユニコーンは全身から発し、自身の腕と脚を掴み拘束していたネオ・ジオングの巨大アームユニット4基を灰状に崩壊させ、そのコア・ユニットを担うシナンジュにも、胸部装甲に両方の掌で優しく接触してこの“暖かな光”を直接注ぎ込み、搭乗していたフル・フロンタルの中の「残留思念」を浄化、それに連動してネオ・ジオングも浄化されるように崩壊し灰塵となった。あくまで攻撃手段ではなく、バナージが自身の想いを言葉ではなく“熱”によってフロンタルに伝えようとして取った行動であったが、バナージの想いと、その想いを受け容れたフロンタルの心境の変化が、ネオ・ジオングの全身のサイコフレームに作用して、その機体を崩壊に到らしめる結果となった。
古橋一浩監督はOVA版の最終章episode 7の見どころを問われた際に、ネオ・ジオングを崩壊させるいわゆる“決め技”となった、この「ソフトチェストタッチ」を挙げており、「『それでも』とあがき続けるバナージの“熱”がフロンタルの中の迷える魂を成仏させることで、『ニュータイプ』たる主人公としての役割をキッチリ果たせたのではないかと考えます」と述べている。また、この動作に到るまでの格闘戦で「正拳」→「手刀」→「貫手」と様々な手の型のバリエーションでユニコーンが攻撃したのは、劇中での設定的理由はマニピュレーターの関節保護のためだが、作品の演出的な理由で言うと“決め技”となる最後の「掌」へ到るコントラストのためとのこと。
小説版『UC』の外伝「不死鳥狩り」では3号機「フェネクス」も、相手機体の胸部装甲に掌で接触して波紋状のサイコ・フィールドを注ぎ込むという、これに類似した所作（こちらは右の掌のみ）を行うことで、ヤクト・ドーガを臨時のコア・ユニットに代用したネオ・ジオングを、浄化するように内側から瓦解させている。
このユニコーンが発し、ネオ・ジオングの四本腕や本体を崩壊させた“暖かな光”の詳細は不明。だが、同じく“暖かな光”と呼称される現象としては、『ガンダムUC』より後年の宇宙世紀を舞台とした『機動戦士Vガンダム』にて、巨大サイコミュ兵器エンジェル・ハイロゥがシャクティ・カリンの想いを受けて放った「ウォーム・バイブレーション」が、浄化作用など特性が類似する現象として登場している。
ビデオゲーム『ガンダムブレイカー3』では「バーストアクション」として再現されており、拳や手刀や貫手による連続格闘攻撃を行い最後に掌から“暖かな光”を敵機に注ぎ込む。原作再現として命中した敵機のパーツをすべて分解する効果がある。

### 劇中での活躍（1号機）
『機動戦士ガンダムUC』において
重要機密「ラプラスの箱」を解放するというカーディアスの意思で「袖付き」に譲渡されるはずだった。だが、宇宙世紀0096年4月7日、「ラプラスの箱」を巡る地球連邦軍、アナハイム社、ビスト財団、袖付きの各勢力の暗躍によって戦闘が発生、その混乱の中、瀕死のカーディアスの手によってインダストリアル7の工専学生で彼の息子であるバナージ・リンクスに託される。その際、ラプラスシステムに彼のバイオメトリクスが登録されたため、他の人間が操縦することは不可能となる。
小説版
小説版の終盤では、バナージが地球圏有数の戦略兵器コロニーレーザーの光線を相殺できるほどの未曾有のサイコ・フィールドを、命を賭して発生させようとしたことによってニュータイプ能力が極限を超えたレベルで発揮された結果、過去・現在・未来に存在する無数の“思惟”がバナージのそれを核として融合したうえ、その集合的無意識（「全体」）がサイコフレームを介してモビルスーツと完全に融合し、複合生命体《ユニコーンガンダム》として新生する。その性能はもはやMSとすら呼べない、人の思惟を受け止め叶える“器”として、ゼネラル・レビルのMSの大部隊を前にしても、手をかざすだけで眼前のMS群の核融合エンジンを停止させてしまう。
自身が常から口にしていた「“可能性”という名の神」そのものと言えるほどの力を手にしたバナージだったが、最後には必ず帰ると約束した大切な存在オードリー・バーンが自身の帰りを待っている事を思い出し、これほどの力に再び到達することは自分には不可能なのかもしれないことを認識しながらも、万能の存在であることよりも再び“人間”として生きる道を選択したことで力は失われたのだった。
アニメ版における変更点は、下記にて逐次述べる。
なお、この小説版におけるバナージは、ユニコーンガンダム1号機と融合して意識が複合精神体となっていた。同じく小説版『ガンダムUC』の外伝「不死鳥狩り」では、ユニコーンガンダム3号機「フェネクス（小説版）」パイロットの強化人間リタ・ベルナル（「不死鳥狩り」版）の肉体が消滅し、精神が全体の一部となった状態で機体に宿った状態になっていたが、関連性は不明。
『機動戦士ガンダムNT』において
宇宙世紀0097年頃には本機と2号機（バンシィ・ノルン）の二機が、宇宙世紀0096年時点の人類には扱いきれない 技術的特異点「シンギュラリティ・ワン」と呼称され危険視されている。このため地球連邦政府とミネバ・ラオ・ザビにより、サイコフレーム研究も含めて2号機と共に解体・封印の処置が施されたと公表されている。しかし1号機については同作内において、何処かのハンガーで未起動のまま保管されている。

### フルアーマー・ユニコーンガンダム
小説版およびアニメ版の最終決戦仕様。着想のもととなったのは『機動戦士ガンダム』のア・バオア・クー戦における、RX-78-2 ガンダムの両手にハイパー・バズーカ2挺、背部にシールドとビーム・ライフルを装備した最終決戦装備。ゲームやプラモデル等では、サイコフレームが緑色に発光した、いわゆる覚醒状態で描かれる場合が多い。しかし、『ガンダムUC』の小説・OVA共に全武装を装備した姿では、ユニコーンモードもしくはデストロイモードの赤く発光した状態で戦闘しており、覚醒状態になる頃にはほとんどの武器を使い切って手放した後であった。それゆえ、全武装を装備した姿で覚醒状態になる場面は、本編中には存在しない。だが、OVAシリーズをテレビフォーマットに再編集したテレビシリーズ『機動戦士ガンダムユニコーン RE:0096』のオープニングテーマ「Into the Sky」での映像では、サイコフレームが緑色に発光した状態で、上記の武装およびハイパー・ビーム・ジャベリンを装備して戦闘する姿が描かれた。

#### 設定解説（フルアーマー）
ユニコーンガンダムの強化仕様。ビーム・マグナムやシールドといった通常装備のほか、6挺のビーム・ガトリングガンや2基のハイパー・バズーカ、ミサイル・ランチャーなど機種を問わずネェル・アーガマに保管されていた武装を可能な限り搭載した結果、合計17門の火砲を備えるに至る。また、94式ベース・ジャバーのスラスターを転用したブースターユニットによって機体重量の増加に対応。これらの装備は任意でパージできるため、デッドウェイトとなりにくいばかりか、デストロイモードへの変身を阻害しないように配置されている。
本仕様は制式なものではなく、発案したのはネェル・アーガマに収容されていた民間人の少年、タクヤ・イレイである。ユニコーンガンダムの一連の戦闘データを解析したタクヤは、同機の強化プランを独自に考案。それにAE社の技術者アーロン・テルジェフが緻密な調整を施すことで完成した、現地改修機に近い仕様と言える。なお、PlayStation 3専用ゲームソフト『機動戦士ガンダムUC』では、タクヤが夢で見た強化プランを後に実案にしたとされている。
ユニコーンガンダムは決戦兵器の性格が強いNT専用機を狩るアンチ・サイコマシーンとして設計されたため、単機への瞬間的な戦闘力に優れる反面、対多数の継戦能力には問題があったといえる。フルアーマー・ユニコーンガンダムはその問題の解消を目的とし、多数の汎用オプション火器を装備することで集団戦に対応した満遍ない火力を獲得している。更に、背中の装備類も含めた全火器はリモートで使用可能となっており、 インテンション・オートマチック・システムと連動することで、パイロットによる目標の探知と呼応し、ある程度は自動で照準を行ってくれる上、複数の対象に対して複数の武装で同時攻撃する戦法も可能であり、本仕様は継戦能力の向上のみならず「瞬間的な最大火力の行使」という本来の攻撃特性をも強化させている。単純に大量の武装を装備させるだけならば通常のMSでも可能だが、通常のMSが搭載するメインコンピューターの情報処理能力では、これだけの武装を個別かつ最適にコントロールして運用することは不可能であり、量子コンピューターと同等とされるフル・サイコフレーム機の演算能力によって実現した運用方法と言える。
なお、名称については、発案者であるタクヤの強い希望によって「フルアーマー」の呼ばれることとなった経緯がある。しかしながら、本仕様の主眼はあくまで火力の増強にあり、機体名称の「フルアーマー」は「armament＝武器、武装」の意だったといえる。

#### 武装（フルアーマー）
60ミリバルカン砲
本体装備。ネェル・アーガマに取りつこうとする「袖付き」各機への迎撃に用いられる。更にローゼン・ズールが展開したサイコ・ジャマーを撃ち落とそうとするが、6基中の2基を落とした時点で弾切れとなる。
アニメ版では、この弾丸はネェル・アーガマで補給されなかったため以降は弾切れが続くが、逆にそのおかげでネオ・ジオング戦においてサイコシャードによる自爆（頭部損傷）から免れている。
シールド
裏面にビーム・ガトリングガン2基をマウントして運用され、両前腕部と背部に計3基を装備する。
通常時と同じくIフィールドによる高度な防御力を誇るが、アニメ版ではバンシィ・ノルンのバルカンで1枚（サイコフレームが赤く発光）を破壊されている。
続くローゼン・ズール戦において、バナージの感応波がさらに強まったことでサイコフレームの発光は緑色に変化する。この状態では、本体とシールドのサイコフレームが共鳴したことで独立稼働が可能となり、推力を持たないにもかかわらずビット兵器のように自在に起動し、インテンション・オートマチック・システムに遠隔操作されている。シールド先端部による打突攻撃や、下記のビーム・ガトリングガンを用いたオールレンジ攻撃を行うこの遠隔操作状態は、各資料では「シールド・ファンネル」と呼称される。
アニメ版ではネオ・ジオング（シナンジュ）のモニターでも「FUNNEL」と識別されており、サイコフレームパーツが左右1片ずつ閉じた「／」型となった上で、3枚で風車のような陣形をとってサイコ・フィールド・バリアを発生するなど、更に高い防御力を発揮している。
このシールド・ファンネル（サイコフレームが緑に発光）となった後に1枚が、ローゼン・ズールのクロー（インコム）に捕捉・破壊されるが、ネェル・アーガマで再度3枚装備に補給され、メガラニカに潜入している。
ビーム・ガトリングガン
携行兵装としても用いることができるが、本仕様では尾部で連結した2基を一組とし、シールド裏にマウントした状態で運用される。3基のシールドにそれぞれ一組、計6基を装備。
シールドと同様、バンシィ・ノルン、続くローゼン・ズールとの戦闘で4基を失うが、ネェル・アーガマでの補給により6基に装備し直される。しかし、ネオ・ジオングとの決戦において、サイコシャードの干渉を受けて全てが自爆している。
ハイパー・バズーカ
ネェル・アーガマで急造した背部マウント・アームの左右に2基が装備される。砲身部分のレールには後述のグレネード・ランチャー、3連装ハンド・グレネード・ユニット、3連装対艦ミサイル・ランチャーを装備しており、ウェポン・プラットフォームとしての機能を果たす。
バンシィ・ノルンとの戦闘では間合いを取って用いたが、接近を許し砲身を切断される。
グレネード・ランチャー
ジェスタ用のオプション装備で、ハイパー・バズーカの砲身に装着される。
マウント状態でも発射は可能だが、バンシィ・ノルンとの戦闘ではマニピュレーターで保持して二丁拳銃のようにして用いられる。
3連装ハンド・グレネード・ユニット
ジェガンやジェスタのオプション装備で、ハイパー・バズーカに各2基と両脚部に各2基の計8基を備える。小サイズのため設置個所を選ばない他、弾頭も推進機能を持つため運用性に優れる。
バンシィ・ノルンとの一騎打ち序盤での弾幕形成に用いられたが、直撃弾を与えることはできずに終わる。
3連装対艦ミサイル・ランチャー
スタークジェガンの3連装ミサイル・ポッドの外装を取外し、内部のミサイルセルのみを流用したもので、2門のハイパー・バズーカに1基ずつ計2基を装備する。弾頭自体にセンサーが組み込まれており、高い命中精度を誇る。
ハンド・グレネードとの一斉射で、バンシィ・ノルンに対して厚い弾幕を形成したが、同じく有効な直撃弾は与えられないまま打ち切りとなり、そのままパージされている。
ビーム・サーベル
通常の仕様と同じくバックパックと両腕腕部ラックに2基ずつ、計4基を備える。ただし、両腕部にシールドを装備するためか、ビーム・トンファーとしては運用されていない。
プロペラントタンク兼大型ブースター
追加装備によって増大した重量を補って戦闘継続時間を高めるため、背部にマウント・アームを介して2基の大型ブースターを装備している。これは94式ベース・ジャバーのブースター部を流用したもので、プロペラントタンクを兼ねる。また、マウント・アームは可動構造を有しており、この大型ブースターもある程度の推力方向の変更が可能となっている。このため、直線的な機動力に限っては、本形態において向上している。
この大型ブースターは質量弾として敵機にぶつけたり、切り離したブースターを狙撃してその爆発で敵をけん制するといった運用も見せる。
リゼル用ビーム・ライフル
ネェル・アーガマの直衛にまわった際に、友軍の中破したリゼルから拝借して左手に装備。
敵軍勢に向けて放ったプロペラントタンクを撃ち抜いて爆発させたり、照射時間を延長してなぎ払うように撃ち出す高出力射撃モード「ギロチン・バースト」を他の武装と併用して上手く用い、敵戦線を崩し突破口を切り開く。
ビーム・マグナム
ユニコーンガンダムの主兵装として開発された専用装備。フルアーマー・ユニコーンの運用においては、最初の出撃時には装備されていなかったが、「袖付き」MS部隊の撃退後、メガラニカに侵入する際に1基を携行。ネオ・ジオングとの戦闘において、サイコシャードの干渉を受け自爆する。

### 光の結晶体
アニメ版『機動戦士ガンダムUC』の最後に登場した形態。
劇中では、この状態のユニコーンガンダムの明確な名称が言及されていないため、アニメ版ではストーリーを担当した福井がインタビューにおいて「真ユニコーンガンダム」という仮称を用いていた。そのため、各媒体によって名称が多様化しており「ユニコーンガンダム（サイコシャード）」、「ユニコーンガンダム（光の結晶体）」、「ユニコーンガンダム（結晶体Ver.）」などの名称が用いられている。

アニメ版『UC』ストーリー担当、および劇場アニメ『NT』脚本としての福井のコメントは

#### 設定解説（光の結晶体）
ユニコーンガンダムと搭乗者の親和性が極限まで高まった結果、サイコフレームから結晶状の疑似サイコフレーム「サイコシャード」を白い装甲部も押し破るほどに生成させたユニコーンガンダムの究極の姿。「超覚醒したユニコーン」とする資料もある。
本機とバンシィ・ノルンの2機によるコロニーレーザーの劇的な減衰は、νガンダムの起こした小惑星アクシズの軌道変更に次いで、サイコ・フィールドによる代表的事例とされる。

#### 能力（光の結晶体）
サイコ・フィールド（人工物の分解）
RX-0シリーズの超常的な特性のひとつで、マニピュレーターから放たれた波動に触れたMSなど、人工物を分解する。後にユニコーンガンダム3号機 フェネクス、そしてフェネクスと接触したRX-9 ナラティブガンダムも同様の現象を発生させている。

#### 劇中での活躍（光の結晶体）
「ラプラスの箱」隠滅を狙って放たれたコロニーレーザーからメガラニカを守るべく、バナージとリディはユニコーンガンダムとバンシィのサイコフレームを共振させ、2機のサイコ・フィールドにより、照射中のレーザーを相殺する。この際、バナージが過剰にユニコーンガンダムと共振したことでサイコフレームが結晶化し、この形態へと至っている。バンシィ・ノルンとの協力により1分間のレーザー照射からメガラニカの防衛（この際、ユニコーンガンダム（光の結晶体）が張ったバリアーはレーザーに貫通されている）に成功したユニコーンガンダム（光の結晶体）は、スラスターとは異なる輝きを放ちながら機動し、更にミネバ派の捕縛に迫る部隊規模の連邦MS群へとサイコ・フィールド（人工物の分解）を放つことで、各機の核融合エンジンを停止させる。このとき停止した機体のジェネレーターは「まるで、組み立て前に戻ったように」と評されるまで分解され、更に反応炉の炉心は、直前まで稼働していたにもかかわらず灯を入れた形跡が見られない状態に変化していたとされる。
これらの超常的な力を目の当たりにした地球連邦政府は、コロニーレーザー相殺、部隊単位のMS群の核融合エンジン停止に続く、ユニコーンガンダムによる「三度目の“奇跡”を警戒する連邦軍の及び腰」が理由でメガラニカの追撃を断念したとされている。
そしてバナージは完成されたニュータイプになりつつあったが 、その“思惟”が亡父カーディアスと出会い、彼の導きで「必ず帰る」と約束したオードリー（ミネバ）の存在を思い出したことで意識を取り戻し、機体もまたユニコーンモードへと戻っている。

## 2号機 バンシィ

### デザイン（バンシィ）
デザイナーは1号機に引き続きカトキハジメ。2号機が敵に回ることになったため、白い主人公機と対をなす“黒い同型機”というガンダムシリーズに限らないロボットものの定番のパターンを踏襲したとのこと。サイコフレームとアンテナの色は、誰もが好むコントラストを検討する中で、黒に対する差し色として黄色ないし金色がおのずと決まっていった。頭部のデザインは敵側イコール「ジオン」のイメージで、隊長機のツノ的部品に見えるシルエットにしたとのこと。アニメ版では、画面での視認性を考慮して襟元に金色の装甲が追加された。
本機体は作品媒体によって若干仕様が異なり、原作小説の『ガンダムUC』に登場した際の仕様である「小説版」と、アニメ版『ガンダムUC』（OVAおよびテレビシリーズ）に登場した際の仕様である「アニメ版」が存在する。アニメ版『ガンダムUC』で本機体が登場して以降は、プラモデルや各種ゲームでは特に何も注釈がない場合は「アニメ版」を扱い（小説版仕様を扱ったゲーム自体が存在しない）、小説版仕様の際には「小説版」と記載されるようになった（本稿では混同を避けるため、小説版仕様には関連商品同様「小説版」と、アニメ版仕様にも関連商品のように無記載ではなく「アニメ版」と機体名の後に記載する）。他にもアニメ版には総合性能向上仕様である「バンシィ・ノルン」が存在し、またイベント上映作品『機動戦士ガンダムUC One of Seventy Two』には「U.C.0095Ver.」が登場している（双方とも詳細は後述）。漫画版となる『機動戦士ガンダムUC バンデシネ』ではアニメ版のデザインで登場している（詳細はバンシィ（アニメ版）を参照）。

### バンシィ（小説版）

#### 設定解説
地球連邦軍のオーガスタ研究所での重力下試験後、1号機の空間機動性能をフィードバックして調整された機体。1号機が単に「ユニコーン」と呼ばれるのに対し、本機は「バンシィ」の通称で呼ばれる。「バンシィ」とは、死の到来を告げる“嘆きの妖精”の名称。その姿は、カーディアスが所有していたタペストリー「貴婦人と一角獣」に描かれた、貴婦人の傍らで神獣ユニコーンと対をなす猛獣のライオンをモチーフとしており、ユニコーンを模した純白の装甲を持つ1号機とは対照的に、漆黒の装甲を持ち禍々しい雰囲気を漂わせる。
1号機同様NT-Dを搭載しているが、全身の装甲色が黒、サイコフレームの発光色が金（1号機同様、最大共振時は発光色が緑に変化し、全身に虹色のオーラを纏う）、La+を搭載していない点が相違している。頭部アンテナは何本かの金色の角が一列に並ぶ鶏冠もしくは黒馬の立った鬣状となっており、フェイスカバーの顎部には牙のような形状が見て取れる。1号機で得られた空間機動データが反映されているため、大気圏内での機動性は1号機を上回る。
バンシィ（小説版）は上記のように、頭部アンテナの形状、装甲色、サイコフレームの発光色などは1号機と異なるが、武装は同一となっている。地球連邦軍の捕虜となりオーガスタ研究所で「プルトゥエルブ」として再調整を受けたマリーダ・クルスがパイロットを務める。ロンド・ベル隊の旗艦ラー・カイラムに収容されるが、調整や整備はすべてビスト財団直属のメカニックとオーガスタ研究所の者によって行われる。ユニコーン1号機と対決するも、バナージとジンネマンによる必死の説得と、自身の敵であるはずの「ガンダム」に搭乗しているという矛盾に気付き、マリーダの洗脳が解けたことで機能を停止する。
マリーダがジンネマンによって救出されて以降は、ゼネラル・レビルにてリディ・マーセナスがパイロットを務めることとなる。バナージが駆る1号機との死闘を繰り広げるが、マリーダの命を賭けての導きにより、リディが本来の自分を取り戻し人間が持つ可能性を信じるに至り、バナージに協力を誓う。その後は、フロンタルのシナンジュを倒すため、1号機と共闘して最終決戦を挑んでいる。

### バンシィ（アニメ版）
アニメ版『ガンダムUC』（OVAおよびテレビシリーズ）では原作小説から武装とデザインが一部変更され、襟元の装甲が独自の形状になったほか、配色も金色となった。武装は右腕に射撃兵装のアームド・アーマーBS、左腕に格闘兵装のアームド・アーマーVNを装備する。

#### 設定解説
1号機と同じくフル・サイコフレーム機として開発された2号機。先行して地上に下ろされた本機はオーガスタ研究所での重力下試験の実施に加え、1号機の空間機動性をフィードバックするなど、最終調整が行われたことでユニコーンガンダム（1号機）よりも高いレベルで完成するに至っている。
機体の基本構造は1号機と同じくするが、ブレード・アンテナの増設により形状が変化している。これはサイコミュの送受信能力の向上、そしてセンサー性能の強化を狙ったものとも言われており、事実、センサー有効半径のカタログ値は広がっている。兵装の構成は大きく異なり、ビーム・マグナムに代表されるユニコーンガンダムの基本装備によって対単機の瞬間最大戦力を追求した1号機に対し、本機は継戦能力を重視しつつ、「前腕部の機能を一部限定してまで攻撃性能を伸ばす」という方向性の下、2種のアームド・アーマーを搭載したことで、総合的な戦闘能力は1号機から格段に向上している。
なお、デストロイモード時のサイコフレームの発光色は、1号機が赤であるのに対し、本機では金となっているが、特に性能差はない。
パイロットはマーサ・ビスト・カーバインにより再調整が施され、アルベルト・ビストをマスターに設定された強化人間マリーダ・クルスが務める。

#### 武装
アームド・アーマーBS
右腕に装備。詳細後述。
アームド・アーマーVN
左腕に装備。詳細後述。
60mmバルカン砲
ユニコーンガンダムの基本装備として頭部に2基を装備している。標準的な近接戦闘用内蔵火器で、牽制用途で設置されている。
ビーム・サーベル
前腕部とバックパックにそれぞれ2基を装備。1号機と同じくデストロイモード時に前腕部ホルダーを展開させてビーム・トンファーとしても使用可能。なお、アームド・アーマーVNを装着した状態でもビーム・トンファーは展開できる。ユニコーンモード時には展開した前腕部ホルダーからサーベルがポップアップし、（右腕）マニピュレーターで保持する。

#### 劇中での活躍
宇宙世紀0096年4月30日に、トリントン基地を襲撃した公国軍残党による襲撃が終結に向かいかけた頃、連邦軍上層部の指示を受けたベースジャバーによって投下される。シャンブロとの戦闘直後であったデルタプラスを威嚇する一方、ロニ・ガーベイを救えなかったことで茫然と立ち尽くす1号機のコクピットを打突し、バナージ・リンクスを昏倒させ鹵獲を遂行。そのまま1号機ともどもラー・カイラムに帰艦する。ラー・カイラムでLa+プログラムを解析しようと待ち構えていたマーサ・ビスト・カーバインらビスト財団の面々だったが、バナージがシステムにロックを掛けていたため叶わずに終わる。艦での解析作業には限界があることを理解したマーサは、1号機のより精密な解析を行い、バナージの協力なしに「箱」の座標を入手するため宇宙に上げることを決定する。
5月1日には武装解除させた1号機を拘束しながら、シャトルを搭載したガルダへと移送する任務に就くが、ブライト・ノアの計によって情報をリークされたガランシェールから、ミネバとユニコーンガンダム奪還のため強襲を受ける。この混乱の隙をついて拘束から逃れた1号機を再度拘束するために、ガルダ機上においてユニコーンガンダム同士で激突。戦闘序盤は、武装を持たない1号機に対してアームド・アーマーを駆使して優位に立つが、バナージの決死の説得と、ガルダ機内にゲリラ戦を仕掛けてきたスベロア・ジンネマンと出会ったことでマリーダの精神が混乱してしまう。ガンダムに対する強い怨念が刷り込まれているマリーダは混乱のまま友軍機であるデルタプラスに標的を転じ、圧倒的な戦闘力で相手を大破させる。機能を停止したデルタプラスに更なる攻撃を加えようとするバンシィだったが、機体の前に飛び出て来たジンネマンの説得により、マリーダは裡に押し込められていた記憶を蘇らせる。結果、パイロットであるマリーダは、意識を失ってコックピットから放り出され、迎えに来たガランシェールへ戻り、機体は回収されて後述のバンシィ・ノルンへと改修を受けることになる。
漫画版『機動戦士ガンダムUC バンデシネ』では、襟元のデザインはアニメ版と同じだが、ダカールでの戦闘では両碗のアームド・アーマーは未装備で登場。武装を持たない「素手」の状態で、ユニコーンモードのままリディのデルタプラスの右腕を破壊し、機体をビルに叩きつけて戦闘不能にする。トリントン基地でのミネバやマーサを乗せたミデア輸送機の護衛以降はアームド・アーマーを装備するが、ガルダでの1号機との交戦でアームド・アーマーBSを破損、バイアラン・カスタム2号機への攻撃時にアームド・アーマーVNも破損している。

### バンシィ (U.C.0095Ver.)
ガンダムフロント東京限定イベント上映作品『機動戦士ガンダムUC One of Seventy Two』に登場。小説版のように首周りの形状が1号機と同型だが、武装は異なり、右腕にアームド・アーマーVN、左腕にビーム・マグナムを装備している。これらの武装配置の違いは、搭乗していたパイロットの操縦特性によるものだとされている。
宇宙世紀0095年12月3日にアナハイム社のマーサ・ビスト・カーバインの指揮の下、連邦軍が独自に組み上げた3号機「フェネクス」との合同評価試験に参加。「袖付き」のニュータイプ専用分離可変機リバウと交戦するが、フェネクスとのサイコフレームの共鳴により、フェネクスとも交戦状態になる。この戦闘で胸部を破損したため、アニメ版の襟元のパーツへと改修されることとなる。
漫画版『機動戦士ガンダムNT』では、この時点で襟元のパーツはアニメ版と同一のものとなっている。また、アームド・アーマーはVNではなくDEを装備している。評価試験の最中に遠隔操作でリミッターをかけられており、デストロイモードにはならない。暴走したフェネクスとの戦闘で左腕を切断され、共鳴によるデストロイモードの発動で開きかけた頭部アンテナを掴まれて首をはねられる。

### バンシィ・ノルン
OVA版『ガンダムUC』のepisode 6にて初登場。新たにパイロットとなったリディ・マーセナス用に改修された総合性能向上仕様。「ノルン」とは古ノルド語で北欧神話に登場する“運命の女神”の名称。汎用性などに難があった両腕のアームド・アーマーを撤去し、装備選択で柔軟な運用が可能なリボルビング・ランチャー搭載型ビーム・マグナム、機動性と防御力を同時に高めるアームド・アーマーDE、機体とパイロットの親和性を高めるアームド・アーマーXCを装備している。機体の基本性能も向上しているため、防御力では1号機を完全に上回り、アームド・アーマーDEをブースターとして背部にマウントした状態では、XCとの相乗効果によって瞬間移動と見紛うほどの空間機動性を発揮する。さらに非ニュータイプ、非強化人間であってもNT-Dを含む本機の能力を発揮できる仕様となっている。パイロットを務めたリディは、地球連邦軍には非ニュータイプパイロットとして査定されていたが、バナージとの戦闘の中でニュータイプとして覚醒している。
サイコフレームの発光色はプルトゥエルブ操縦時と同じく金色。フルアーマー・ユニコーンやネオ・ジオングとの戦闘中にリディのニュータイプ的素養が高まった際には、サイコフレームの輝きがさらに増して発光色は金色からレッドゴールドへ変化した。「ラプラス事変」最終局面では、ユニコーンガンダムとの二機でサイコ・フィールドを展開してコロニーレーザーを防いでおり、この時、バンシィとリディの親和性はさらなる域に達し、サイコフレームは緑色に輝いている。
アニメ版『UC』後を描いた『獅子の帰還』ではレーザー無効化後にネェル・アーガマに帰艦し、そのまま地球連邦軍へ戻っている。さらに『NT』の宇宙世紀0097年頃には、1号機（ユニコーンガンダム）と同じく「現在の人類には扱い切れない」という意味で技術的特異点「シンギュラリティ・ワン」と認定されており、1号機解体の交換条件として同じく解体・封印処置を受けている。
武装
リボルビング・ランチャー
ビーム・マグナムの銃身下部に追加装着された、回転式弾倉を模した多目的ランチャーである。初代ガンダムのスーパーナパームを強化したイメージで設定された。
円筒状の発射機に4つのウェポンベイを備え、その内部に下記のカートリッジユニットを装填できる。ランチャーはビーム・マグナムのバレル下部にフレームを介してマウントされ、腰部リア・アーマーに予備のランチャーを装備することも可能（ビーム・マグナム用Eパックと選択式）。
さまざまな戦況に対応可能な補助兵装だが、使用するカートリッジごとに切り替える操作が必要であり、その隙につけこまれるケースも。劇中ではクシャトリヤ・リペアードとの近接戦において、敵機の目前でカートリッジ切り替えを行ってしまったために弾き飛ばされている。
瞬光式徹甲榴弾 （MGaAP）
着弾後、一拍おいてから閃光を放って爆発する、小型弾頭を発射する。ジェガンD型のシールドを粉砕したが、ハルユニットにドッキングしたシナンジュには効果が見られず終わる。
ボップ・ミサイル
4基ひと組みとなったミサイルを発射。発射後、弾体は分裂して標的に向かう。
ビーム・ジュッテ
砲口から小型のビーム・サーベルを露出させる。攻撃用ではなく、防御や受け流しが目的の兵装だが、ハイパー・ビーム・ジャベリンのビーム刃を受け止めている。
マイクロハイド・ボンブ
小型機雷。
ビーム・サーベル／ビーム・トンファー
ユニコーンガンダム（1号機）と共通の兵装で、左右の前腕部に1基ずつ、バックパックに2基の計4基が装備されている。バックパックのビーム・サーベルはアームド・アーマーXCの基部にマウントされる構造。
ユニコーンガンダムのシールドのIフィールドを突き破るほどの威力はない。
シールド
1号機と同型の、Iフィールド・ジェネレーターとサイコフレームを搭載したシールド。本機は当初アームド・アーマーDEを増設した上で装備しているが、クシャトリア・リペアード戦でDEが破壊される。最終的にはネオ・ジオング戦において、ビーム・マグナム用Eパックの爆発に巻き込まれて失われる。

## 3号機 フェネクス

### デザイン（フェネクス）
メカニカルデザインは引き続きカトキが担当。1号機が白、2号機が黒というミニマルな選択だったので、3号機は思い切ってエキセントリックな方向に振ろうと金色に決めた（のではなかったかと思う）とのこと。金色から不死鳥をモチーフとし、アンテナは閉じた状態では鶏冠に、広げると翼に見えるようデザインしたという。
劇場アニメ『機動戦士ガンダムNT』では、プロデューサーの小形尚弘はカトキに本機のデザインのリニューアルを依頼したが、「鳳凰といえば尾だけど、それがなかったよね」というカトキの提案があり、「尾」を付けただけに留まっている（詳細はフェネクス（ナラティブVer.）を参照）。
なお、デストロイモードへの“変身”におけるバックパック側ビーム・サーベルの展開には、背部アームド・アーマーDE（の接続フレーム）が邪魔になるため、マスターグレード等のプラモデルではいったんこれらを取り外してから背部サーベルを展開→フレームとDEを付け直す方式となっている。このためアニメ設定においても「接続アームが表面を塞いでいるため、変身時にビーム・サーベルがどのように展開されるかは不明」とされている

### 設定解説（フェネクス）
『機動戦士ガンダムUC』本編には登場しない機体であり、ガンダムフロント東京限定イベント上映作品『機動戦士ガンダムUC One of Seventy Two』が初出。通称となる「フェネクス」とは、「ソロモン72柱の悪魔」の一角を担う邪悪な不死鳥の名称であり、作品のサブタイトル「One of Seventy Two」の由来にもなっている。「不死鳥」をモチーフとした頭部アンテナの形状や黄金のカラーリングは、ユニコーンやバンシィと同様に「貴婦人と一角獣」に描かれた動物からコンセプトを得ており、その絵に描かれた鳥をイメージしている。背部にアームド・アーマーDEを2基標準装備していのも特徴である。
宇宙世紀0095年、試験用に先行納入されたフル・サイコフレームの素体を元に、ユニコーンガンダム1号機と2号機の建造データを反映させて連邦軍が独自に組み上げたユニコーンガンダム3号機。その出自にはUC計画にビスト財団が関わることを良しとしないとある地球連邦軍参謀の思惑が深く作用している。建造に関わった参謀Aは「これこそ真のRX-0だ」と自負するなどかなりの自信を抱いていたが、準備稿のシナリオでアナハイム社のマーサ・ビスト・カーバインから「軍の沽券かなにか知らないけど、つまらない意地で勝手に3号機を造った人に言えることかしら。」と皮肉を言われる。なお決定稿でこのマーサの台詞はカットされている。
関節部や踵などの部位を除き、その人型はほぼ金一色で、鏡のように宇宙の星々を映す磨き抜かれた黄金の色をしている。フェネクスと会敵したシェザール隊隊長イアゴ・ハーカナ（不死鳥狩り版）曰く「全身の金色の装甲塗装は意外とステルス効果が高い」。全身の金色の装甲塗装は耐ビーム・コーティングのためのエマルジョン塗装だが、そちらの方は気休め程度の性能しかないとされる。コクピット内は耐G機能を強化した特性のリニア・シートとオールビュー・モニターが設置されており、コックピットの造りは標準的な連邦軍機のものと大差ない。
サイコフレームの発光色は青で、覚醒状態は他の機体と同様に緑。暴走状態ではツイン・アイの発光色が黄色から赤色に、サイコフレームの発光色は青色からオレンジ色に変化するとも言われる。また当初は、サイコフレームの発光色を黄色に想定し、装甲色を白と黒を基調とするνガンダムを彷彿させるカラーリングを予定されるが、耐ビーム・コーティング塗装を試作することになり、廃案となっている。フェネクスはRX-0の特徴であるNT-Dを発動させると、本体装甲と背面部のアームド・アーマーDE2基を同時に展開する。広げた両翼を想起させる人形のシルエットは、青いサイコフレームの輝きと共に、自身が不死鳥モチーフのガンダムであることを完全に表す。

### 劇中での活躍（フェネクス）
映像作品『機動戦士ガンダムUC One of Seventy Two』
宇宙世紀0095年12月3日にマーサの立ち会いのもと、バンシィとの合同評価試験を実施。「袖付き」のNT専用MSリバウとの交戦中、NT-Dを発動させたバンシィの優位に焦る連邦軍ラーソン中将の指示により、NT-Dのリミッターを解除される。その後、バンシィとのサイコフレームの共鳴によって暴走し、標的をリバウからバンシィへ変更して撤退させた後も暴走は治まらず、最後にはラーソン中将の座乗するアイリッシュ級戦艦「エシャロット」のブリッジを破壊し、多くの死者を出す。その後、本機は行方不明となる。
漫画『機動戦士ガンダム U.C.0096 ラスト・サン』
宇宙世紀0096年1月、サイド7宙域での輸送艦「アンヴァル」およびアイリッシュ級「オアシス」と、ジオン軍残党のムサイ級「メイルメル」との戦闘終了直後に突如出現。子供たちの乗るスペース・ランチに発砲し1隻撃墜、他のランチや、サン・プレースを救出したズオムをも狙う（EWACジェガンを通して観戦するロック・ホーカー大佐は、その中にニュータイプの子供たちが存在していると確信する）。ガンダムGファーストとの近接戦闘中、装甲を解放しデストロイ・アンチェインド状態になるが、GFタンクとの合体によるGファーストDXのパワーの前に機能を停止。本機はロック麾下の新生フレスベルク隊によって回収される。月の裏側にあるナイトロ研究施設でコックピットを強制解除するが、内部は無人であった。
その後アームド・アーマーXCを装備（前日譚に当たる『機動戦士ガンダム U.C.0094 アクロス・ザ・スカイ』のエピローグでも同様のエピソードが描かれている）。なお、この時期にユニコーンガンダム1号機の初の実戦参加が報告されている。
「袖付き」・連邦軍の混成部隊との決戦の際には、ナイトロ隊の1機として出撃。ザナドゥによって拉致されナイトロに精神を侵されたGファーストのパイロット、ジョリオン・デイ中尉が搭乗。ジョリオンに替わってガンズ・ランがパイロットを務めるGファーストDXと交戦し、リバウがアームド・アーマーXCを破壊することにより機能を停止する。ジョリオンがコックピットから救出されると、本機は無人のまま飛び去っている（イング・リュードの残留思念体の発言によれば「俺みたいな先客がいた」とのこと）。
短編小説「機動戦士ガンダムUC 不死鳥狩り」
本作はあくまで小説版『機動戦士ガンダムUC』の設定に沿った外伝小説であるが（小説版本編にネオ・ジオングは登場しない）、のちの劇場アニメ『機動戦士ガンダムNT』は本作をモチーフとしている。
宇宙世紀0096年の「ダカール事件」が起こって1週間ほどのち、連邦軍の特務部隊「シェザール隊」が行方不明となっている本機を捜索・捕獲する作戦を開始。3日目に本機と遭遇するも翻弄され、見失う。
『One of Seventy Two』で描かれた評価試験の際に本機に搭乗していたのはリタ・ベルナル（「不死鳥狩り」版）であることが本作で明らかになるが、暴走により肉体を失っており、本機を代わりの「容れ物」として約半年もの間宇宙を漂う。リタは、幼馴染でありシェザール隊に所属するヨナ・バシュタ（「不死鳥狩り」版）中尉を導き、本機の力を用いてフル・フロンタルの手に渡る前に「今の人の世界に存在してはならないもの」であるネオ・ジオングを破壊しようとする。
L1ジャンクション跡でシェザール隊はふたたび本機と遭遇するが、本機はヨナのスタークジェガンを曳航する形で、近くでネオ・ジオングを輸送する「袖付き」のムサカ級巡洋艦のもとへ連れて行く。ヨナ機はムサカ級の撃沈に成功するが、ヤクト・ドーガをコア・ユニットとしてネオ・ジオングが起動。交戦の末、ヨナは乗機が大破する直前に本機に乗り移り、本機はデストロイモードに変身。ネオ・ジオングのサイコ・シャードの「効果」によって武装のすべて（アームド・アーマーDE、ビーム・サーベル、頭部バルカン砲）を破壊されるも、本機の右手でヤクト・ドーガの胸部に触れるとサイコ・シャードは砕け散り、本機の背後に100メートルを超える巨大な「翼」を形成。その翼がネオ・ジオングを抱くように閉じ合わされると、同機は細かなパーツに分解され、翼がまばゆく輝くと同時にそれらは蒸散される。その後、本機はヨナを残して姿をくらまし、ヨナはシェザール隊の同僚たちに救助される。

### フェネクス（ナラティブVer.）
劇場アニメ『機動戦士ガンダムNT』のために、設定とデザインを再編集されたフェネクス。
これまでのデザインと異なり、2基のアームド・アーマーDEの下部に鳳凰の尾をイメージしたテール状の姿勢制御用スタビライザーが追加されている。また、スタビライザーとのバランスを取る形でアームド・アーマーDEの取り付け位置も上寄りに変更された。上記『One of Seventy Two』で描かれた「エシャロット事件」の『NT』劇中での記録映像でもスタビライザーは装備した状態で描かれており、本機が行方不明になる以前からもともと装備されていた設定となった。しかし、重量の数値は従来設定のままとなっている。
パイロットがリタ・ベルナルであった事、最終決戦で主人公ヨナ・バシュタが一時的に搭乗するのは『NT』のモチーフに当たる短編小説「不死鳥狩り」と同様。リタは感応波により、サイコフレームを介して魂をフェネクスと一体化させている。その有り様は、ヨナ・バシュタ曰く「意識みたいなものは残っているが、命ではない」、ゾルタン・アッカネンには「生きた人間を媒介にしなければ何も出来ない、抜け殻、影のようなもの」と表現された。
ユニコーンモード時にもサイコフレームの燐光が装甲の隙間から常に漏れているという表現も、ナラティブver.の特徴である。劇中では、青い燐光を揺らめかせながら、推進剤を使わずサイコフレームの力によって変幻自在の機動を見せる。フェネクスの機動性はまさに常識外れで、クラップ級宇宙巡洋艦ダマスカスのレーダー手が「光の速さ……」と驚嘆するほどの高速を見せている。このため劇中では、ナラティブガンダムA装備のみがフェネクスに迫る機動性を有し、再加速をかけたフェネクスに対して追随を可能としていたレベルであった。そして、本機が新サイド6のヘリウム3貯蔵施設において、臨界爆発を事前に収めた現象はユニコーンガンダム（光の結晶体）にも匹敵するものだったとされる。
これらの「能力」について脚本の福井は、フェネクス（ナラティブver.）は天界から力を得て動いており、それはいまの世には行きすぎた力。オーパーツであると述べている。リタの意思によって動いている際は基本的にユニコーンモードで動作し、フェミニンで軽やかな仕草や動きで演出されており、前述のテール状のスタビライザーもリタの髪をイメージにだぶらせるような動きがつけられている。過去のエシャロット事件の場面、およびヨナが搭乗する場面でのみデストロイドモードとなるが、両者の場面ではツインアイの色が異なる演出となっている。

#### 能力（ナラティブVer.）
サイコ・フィールド（人工物の分解）
フェネクス（ナラティブver.）の掌から放たれるサイコ・ウェーブ（感応波）がサイコフレームを媒介として生み出される力場。
ラプラス事変を経て「シンギュラリティ・ワン」と呼ばれるようになったRX-0シリーズの特性を具現化しており、人工物を分解する効果がある。劇中ではナラティブガンダム A装備の複合特殊兵装「サイコ・キャプチャー」（側面被弾時）、ナラティブガンダム B装備のインコム、そしてIIネオ・ジオングのアームユニット2基をこの能力で分解している。
不可思議な効果を発するが、上記のサイコ・キャプチャー（キャプチャー・フィールド）により相殺される場面もみられる。

#### 劇中での活躍（ナラティブVer.）
宇宙世紀0095年、性能評価トライアルとして地球連邦軍とAE社との間で模擬戦闘訓練を実施したとされており、この戦闘でフェネクスはNT-Dを発動して制御不可能な暴走状態へ突入。試験評価員が乗ったアイリッシュ級戦艦「エシャロット」のブリッジに攻撃を加え撃沈。戦闘空域から離脱し、パイロットであるリタも含めて機体は行方不明となる。その後、ラプラス事変時を含めて幾度か目撃されるものの、鹵獲には至らず時が過ぎる。
宇宙世紀0097年、新サイド4近傍の暗礁宙域にて、地球連邦軍のシェザール隊によって捕獲作戦が行われる中、ルオ商会によって投入されたナラティブガンダム A装備と交戦状態に入る。フェネクスのパイロットがリタであることを知っているナラティブのパイロットのヨナは、攻撃を一時中止してワイヤーによる接触通信で呼びかけを試みるが応答はなく、そのままナラティブガンダムを振り切って宙域を逃走する。
その後、新サイド6の学園都市コロニーメーティスにおいて、袖付きのゾルタン・アッカネン大尉が操るシナンジュ・スタインとナラティブガンダム B装備のサイコフレームの共鳴に惹かれ現れる。スタインを攻撃しナラティブを助けるが、その場でナラティブのNT-Dが発動したことで同機から攻撃を受け、無線インコムによるサイコ・キャプチャーによって、完全に機能停止へと追い込まれる。だが、暴走してIIネオ・ジオングをサイコミュ・ジャックしたヨナを救うためフェネクスは再起動し、ヨナを静めた後にコロニーから飛び去っていく。
そしてゾルタンがIIネオ・ジオングを伴って新サイド6のヘリウム3備蓄基地に現れると、これを阻止するためにフェネクスも姿を現す。戦場に駆けつけた ゼネラル・レビル残存部隊のジェガンと共闘するものの苦戦し、最終的には捕獲されてしまう。そこへ更なる援軍としてナラティブガンダム C装備、シェザール隊、そしてミシェル・ルオが現れたことで徐々に形勢を覆し、ヨナはナラティブからフェネクスへ乗り換える。フェネクスのコックピットにはリタの姿はなかったが、彼女の意思を感じ取ったヨナはIIネオ・ジオングとの対決を決意。その想いにリタとミシェルの意思が呼応し、フェネクスのサイコフレームがオーバーロード状態となる。デストロイモードに“変身”したフェネクスは圧倒的な力でIIネオ・ジオングを滅し、ついに戦いに終止符を打つ。
だが、ゾルタンの今際の際の怨念はシナンジュ・スタインから溢れ出して周囲のヘリウム3貯蔵タンクをすべて爆破し、その余波でスペースコロニー3基を破壊しようとする。破壊されたコロニーの破片が落着すれば地球に壊滅的被害がおよぶことを悟ったリタは、フェネクスから巨大な翼状のサイコ・フィールドを出現させて周辺宙域を包み込み、ヘリウム3を基底状態へと戻して地球圏に平穏を取り戻す。
目的を果たしたフェネクスはヨナを降ろし、幼い頃のリタの「生まれ変わったら鳥になりたい」という願いを叶えるかのように、最後は銀河の中心へと旅立っている。

## アームド・アーマー
RX-0シリーズ用の増加装備。サイコフレーム同士の共鳴性に着目した技術者によって試験的に開発された増加サイコフレーム兵装で、ユニコーンモードでもすべての機能が使用可能とされる。いずれも、装備する機体に合わせて塗装され、サイコフレームも機体と同じ色に発光する。
原作小説版には登場しない装備であり（追補小説には登場）、アニメ版『UC』の設定創作を担当した関西リョウジによれば、ストーリー後半で昔のMSだけでなく映像オリジナルのMSでのインパクトが必要と考え、単純に新規武装で終わらない、RX-0専用に作られた継続性のある装備としてアームド・アーマーが設定されたという。さらに、バンシィがアームド・アーマーをエピソードごとに各部位に装着し、最終的にそれらすべてを1号機が装着するという「パーフェクト・ユニコーンガンダム」ともいうべき計画もあったが、アニメでは実現しなかった（のちにゲームでフルアーマー・ユニコーンガンダム・プランBとして結実）。脚部に装備するパーツは登場していないが、ある程度の方向性は模索されていたとのこと。
ハイパー・ビーム・ジャベリン / アームド・アーマーHJ
プラモデル『マスターグレード フルアーマーユニコーンガンダム Ver.ka』に付属したのが初出。福井からのイメージ（『機動戦士ガンダム』放送当時、クローバーが発売した玩具『ガンダム DX合体セット』に付属した武器の「ソードジャベリン」をもとにしている）を受けてカトキがデザインした。「アームド・アーマーHJ」の名称はユニコーンガンダムPFDの設定で付けられ、"HJ" は "Hyperbeam-Javelin" の略である。
アームド・アーマー・シリーズのプロトタイプ。斧と槍の機能を合わせたハルバードに類する武装であり、MSの頭頂高ほどある長い柄をもつが、柄から伸びるグリップを握る形となっている。先端にはジャベリン型とアックス型の2種のビーム刃を発生させるビーム発振部をそれぞれ備え、これらにはサイコフレームが内蔵されており、展開時にはスライドして一部露出する。柄を折り畳むことで収納形態になるが、2つ折りのショート・ジャベリン形態でシールドに取り付けることも可能。ジャベリン型のビーム発振部は取り外して柄尻部分へ移動させたり、ビーム・マグナムへの取り付けも可能。
アニメ版でネェル・アーガマに保管されていた1基（ビーム発振部は1号機に合わせた白でサイコフレームは赤、柄はグレー）が柄を切り詰め、クシャトリヤ・リペアードの失われた左前腕部の替わりに接合されて戦場に投入される。宇宙世紀0096年代では最高ランクの近接格闘武装とされるが、劇中ではバンシィ・ノルンのビーム・ジュッテにビーム刃を受け止められている。さらに、その後の戦闘において、右腕のひと振りで柄を叩き折られてしまう。
小説版には登場しない。また、アニメ版本編で1号機は装備しないが、テレビ版『Re:0096』のオープニング映像ではフルアーマー・ユニコーンガンダムが装備する姿が描かれた。漫画版『バンデシネ』では、バンシィ・ノルンが装備しており、第14巻表紙によれば柄の部分も含め機体色に合わせた黒で塗装されている。
アームド・アーマーBS
バンシィ（アニメ版）が右腕に装備する射撃武装。"BS" は "Beam-Smartgun"（ビーム・スマートガン）の略。カトキの「もっと凶暴なキャラクター性を出したい」との提案から、Vダッシュガンダムのビーム・スマートガンやνガンダムのフィン・ファンネルを参考にしている。
通常は前腕部甲に2つに折り畳まれており、この状態でも内蔵されているセンサー・ユニットからサイコミュで随時データをパイロットに伝達することでセンサー能力が大きく向上する。射撃時には手を覆うように展開し、センサー・ユニットから得られた空間データを伝達し、その感応波をインテンション・オートマチック・システムを介してフィン状のビーム偏光器と連動させることで高精度の「予測照準」を可能とする。νガンダムのフィン・ファンネルと同じ開放式バレルを採用しており、ビーム・マグナムより威力は低いが、必要十分以上の性能をもち、照射時間も長い。また、ビームを歪曲しての射出も可能。射撃時にはマニピュレーターに被せるかたちで砲身を展開するため、他の携行兵装との併用は不可能となっている。
アームド・アーマーVN
バンシィ（アニメ版）が左腕に、バンシィ（U.C.0095ver.）が右腕に装備する近接格闘用武装。"VN" は "Vibro-Nail"（ヴァイブロ・ネイル）の略。
パイロットの感応波を受信した際のサイコフレームの大幅な強度向上、すなわち「強靭性」のみに注目して開発される。BSと異なり通常時から手を覆うように装備されているが、外装にコーティングがほどこされているため通常のシールドと変わらない耐ビーム性能をもち、サイコフレームの強靭さを利用した質量兵器としても極めて優秀である。展開時には獣の爪を模した4本のクローとなり、いわゆる超振動破砕兵器として内部構造を粉々に破壊することが可能。ビーム・サーベルより場所を選ばない強力な近接兵器である。なお、装備時もビーム・トンファーの展開は阻害されない。
『UC』の総作画監督・メカニカルデザインを担当した玄馬宣彦によれば、シールドでも防げない最強クラスの近接兵器（だと思う）とされ、1号機でも当たったら危険だっただろうとのこと。
スマートフォンゲームアプリ『機動戦士ガンダム U.C. ENGAGE』に登場するリゼルN型（ディフェンサーgユニット装備）は、本兵装の技術を組み込んだ「VNインコム」を装備する。
アームド・アーマーDE
漫画版『機動戦士ガンダムUC バンデシネ』で1号機が単体で装備したのが初出で、その後バンシィ・ノルンやフェネクスにも装備された。"DE" は "Defense-Extension"（ディフェンス・エクステンション）の略。
RX-0シリーズのシールドの機能拡張を主目的とする、最初期に開発されたアームド・アーマー。シールドに増設する形で、宇宙空間での機動力の強化のためのスラスターと、先端部（腕部にシールドを装備した際の上部）に広域攻撃手段のためのメガ・キャノンを内蔵する。デストロイモードでは本装備も形状を大きく変え、デストロイモードの機動をさらに鋭くし、メガ・キャノンの狙撃性能も正確さを増す。スラスターは上部に4基、下部に2基、いずれもウィング状に展開する部分にあり、背部に装備した状態では可変MS並みの大推力を得、行動範囲の拡大に貢献している。先端には蓋付きのグリップがあり、取り回しやすくなっている。
アニメ版『UC』では1号機は装備しない。バンシィ・ノルンの本装備はクシャトリヤ・リペアードの改造ファンネルを防御した際に破壊されている（この時点ではシールド自体は無事）。フェネクスは本装備2基を「ブレード・ルート・フレーム」を介してバックパックに接続しており、爆発的な加速力を発揮する。劇場アニメ『NT』ではファンネルのように自在に誘導しているが、メガ・キャノンは使用せずに打突攻撃をおこなっている。
特別映像『ペルフェクティビリティ』ではユニコーンガンダム ペルフェクティビリティが『NT』のフェネクスのようにシールド・ファンネルとして扱い、更にメガ・キャノンを照射することで、ネオ・ジオングと射撃戦を展開している。しかしその途中、ネオ・ジオングの大型ファンネル・ビットに取り付かれた上でジャックを受けて暴走、最終的には自爆させられてしまう。
漫画『バンデシネ』では、ネェル・アーガマに搬入されていたものの、1号機の開発に関与したアーロン・テルジェフでさえアームド・アーマーの存在を知らなかったため検証作業に時間がかかり、旧首相官邸ラプラスの調査の際に装備して初出撃。デストロイモードに変身し、本装備の推力も加えて大推力のクラーケ・ズールに追い付き、ビーム・トンファーで切り刻む。ガランシェールに収容されての地球降下後、ダカールの戦闘で本装備は一旦外され、シールドにビーム・ガトリングガンを装備して戦闘に参加。その後、連邦軍トリントン基地およびラー・カイラムに潜入したスベロア・ジンネマンたちがビスト財団のコンテナから発見して奪取し、ふたたび1号機がシールドに装備する。また、同作品のフルアーマー・ユニコーンガンダムは3基のシールドすべてに本装備を増設している。
漫画『ラスト・サン』では、フェネクスが背部から前腕部に誘導させてメガ・キャノンの発射体制をとっている。
アームド・アーマーXC
バンシィ・ノルンがバックパックに装備し、デストロイモード時には上方に展開して鬣のような状態となる。"XC" は "Xeno-Connect"（ゼノ・コネクト）の略。漫画『機動戦士ガンダム U.C.0096 ラスト・サン』では、フェネクスにも一時的に装備される。
後期に開発されたアームド・アーマーで、ジェネレーター出力の強化に加え、頭部ブレード・アンテナと連動する拡張機能をもち、パイロットと常時接続をおこないつつ、敵性サイコミュ搭載MSが発する感応波の受信能力、および本機のパイロットの感応波の送信能力を増幅させることでNT-Dの発動条件を緩和し、発動後もパイロットとサイコミュのより高い親和性を維持する。これにより、ニュータイプ以外がパイロットでもデストロイモードでの高い戦闘能力を発揮することが可能となっている。だが同機の運用データによれば、リディ・マーセナスは自身の「力」だけでNT-Dを発動させていたとされている。中央にはマウント・ラッチがあり、本装備状態でも背部にシールドをマウント可能。また、装着によりユニコーンガンダムのバックパックのサーベルホルダーを塞ぐため、XC自体が計2基のビーム・サーベル・デバイスを格納する機構を持つ。なお本装備の開発には、かつて存在した「忌むべき技術」が少なからず関係しているとされる。
アニメ版『UC』では、バンシィ・ノルンの本装備はネオ・ジオングとの戦闘にて、サイコシャードによって引き起こされた武装破壊現象を仕掛けられた際、直接的な武器ではない本装備も自壊させられている。
漫画『ラスト・サン』では、本装備は一般人にニュータイプ的な能力を与える代わりに強化人間化させてゆく「ナイトロ」システムの研究施設で開発されており、フェネクスというRX-0の「実機」を入手したことで要求スペックを満たす。本作ではフェネクスに装備されるとともにアルベルト・ビストにも渡されるが、後者はナイトロの関連を匂わせない「余所（よそ）行き」のものとされる。最終的にはルガー・ルウのリバウのビーム・サーベルによって破壊されている。

## フルアーマー・ユニコーンガンダム・プランB
トレーディングカードアーケードゲーム『ガンダムトライエイジ』に登場。各種アームド・アーマーの存在を知ったタクヤが考案した、もう一つのフルアーマー・プランである。
「プランB」の“B”には「青（Blue）」の意味も込めているとされる。1号機をベースに背部にアームド・アーマーXCとアームド・アーマーDEが2基、右腕にアームド・アーマーBS、左腕にアームド・アーマーVN、携行武器としてハイパー・ビーム・ジャベリンを装備している。頭部ブレードアンテナの展開面の配色とサイコフレームの発光色は、青色に変更されている。

### ユニコーンガンダム ペルフェクティビリティ
UNICORN GUNDAM PERFECTIBILITY
フルアーマー・ユニコーンガンダム・プランBのアームド・アーマーDEに、フェネクス（ナラティブVer.）と同じスタビライザーを追加した仕様。
2018年8月に、翌年2月発売の『機動戦士ガンダムUC Blu-ray BOX Complete Edition』の特典としてリアルグレードの本機のガンプラが付属する旨の発表が初出である。同年9月末から上映のWALL-G特別映像『機動戦士ガンダムUC ペルフェクティビリティ』では、バナージが搭乗してネェル・アーガマを発艦し、ネオ・ジオングと交戦する。サイコシャードによる武装破壊でほとんどのアームド・アーマーを破壊されるが、残存していたヴァイブロ・ネイルは決め技として使用される。
同時期にガンダムベース限定でHGUCのガンプラ（デストロイモード）が発売されたほか、2019年7月にはガンダムベース限定でMG版も発売された。

### ユニコーンガンダム ペルフェクティビリティ・ディバイン
アクションフィギュア『ROBOT魂』で設定された仕様で、2020年7月のイベント「TAMASHII Features 2020」で初公開された。名称は「ユニコーンガンダムPFD」とも略される。
ペルフェクティビリティにフルアーマー・ユニコーンガンダム（FAユニコーン）の重火器および長距離移動能力を追加した戦術向上仕様で、背部に大型ブースター・ユニット2基と、ハイパー・バズーカの前部にグレネードランチャー、後部に新設計のフレームを用いてビーム・ガトリングガン2丁を接続した「ハイパー・バズーカ・プラス」を装備。脛部側面にはビーム・マグナムを1丁ずつ装備し、両手にそれぞれ携行しての同時射撃を可能としている。
FAユニコーンやプランBと同様にタクヤの発案による（メガラニカ内部におけることが示唆されている）。シミュレーションによる理論上の性能数値はアーロンの調整なしでも想定以上の良好な結果を示し、本仕様の名称もその数値に自信を深めたタクヤが勢いのままに「神」を意味する仰々しい言葉を付与している。また、バンシィとフェネクス（イメージ画像によればバンシィ（アニメ版）とフェネクス（ナラティブVer.））の2機を相手にした戦闘シミュレーションでも、パイロットを「あいつ」（バナージであることが示唆されている）に設定することで善戦したという。

## G-フェネクス
宇宙世紀の次の世紀「リギルド・センチュリー」を舞台とした作品『ガンダム Gのレコンギスタ』の外伝として、ガンダムフロント東京にて限定イベント上映された映像作品『ガンダム Gのレコンギスタ FROM THE PAST TO THE FUTURE』に登場する機体。キャピタル・アーミィのマスク大尉がパイロットを務める。
キャピタル・アーミィが「ヘルメスの薔薇の設計図」に記載されていたユニコーンガンダム3号機「フェネクス」のデータを基に、リギルド・センチュリーの技術をもって復活させた。キャピタル・アーミィにおける型式番号は「CAMS-RX0」。その全身は黒いメタリック装甲で、サイコフレームの発光色は赤となっている。キャピタル・タワーに漂着した宇宙世紀のサイコフレーム素材を回収し、再現製造が可能となる。武装もユニコーンガンダム3号機と同様のものをすべて再現している。その内部フレームが露見する特殊モード（デストロイモード）発動時には、フォトン・バッテリー由来とは異質の光を放つ。
劇中ではユニコーンモードで登場し、トワサンガにてG-アルケインと交戦する。マスクが武装の特性を把握できていなかったこともあり、可変機構を上手く利用して戦うG-アルケインに優位に立たれ、一時は機能不全に追い込まれる。だが、その事態にコンプレックスを刺激されたマスクの怒りに呼応するかのようにデストロイモードへ変身。その力でG-アルケインを退け、救援に来たG-セルフをも圧倒するが、最終的にベルリ・ゼナムの思いに呼応して未知の力を発揮するG-セルフに敗れ機能を完全に停止した。

## 実物大ユニコーンガンダム立像

実物大ユニコーンガンダム立像

ユニコーンガンダム（1号機）を設定通りの全高19.7メートル（ユニコーンモード時）で建造した立像モデルで、正式名称は「RX-0 ユニコーンガンダム Ver. TWC (TOKYO WATER FRONT CITY) (The Life-Sized Unicorn Gundam Statue Ver. TWC)」。
以下の出典は別の出典がある場合を除き、ニュースリリースに基づく。
2017年9月24日より、東京・お台場の「ダイバーシティ東京プラザ」（江東区青海1丁目）の「フェスティバル広場」にて正式に展示が開始された。ユニコーンガンダムをデザインしたカトキハジメによる新規マーキングが、機体装甲に印字されている。鉄骨で支えられた立像なので自立歩行・飛行はできないが、劇中におけるユニコーンモードからデストロイモードへの変形を現実的なレベルで可能な限り再現している。
施工はRX-78ガンダムの実物大立像（実物大ガンダム）と同じく乃村工藝社が担当しており、一部のデザインを流用することで「技術を継承している」ように見える工夫が施されている。文楽人形の仕組みや、同社が得意とするからくり時計の機構を応用することで変形を実現している。施工前にパーフェクトグレードのガンプラを改造して変形機構やプロポーションの検討が行われたが、駆動装置を納めるスペースなどの制約があり、一部の変形は断念された。またユニコーンモードに戻る際には駆動部に負荷を与えないため、アンテナ間に5ミリほどの隙間を設けるなど、細かな調整が行われている。
建造・展示経緯
ダイバーシティのフェスティバル広場には、2012年から2017年までRX-78ガンダムの実物大立像が展示されていたが、一定の役目を果たしたとされて2017年3月5日をもって展示を終了した。そのクロージングセレモニー内で、同年秋より同地にて「実物大ユニコーンガンダム立像」を建造し、展示することが発表された。新規に立ち上げた「TOKYO ガンダム プロジェクト 2017」の一環として、臨海副都心エリアの活性化への貢献を建造の目的の1つとしている。
展示関連
2017年9月24日より、正式に展示が開始された。正式公開前夜の同年9月23日には、特別ゲストによるスペシャルセレモニーが行われた。ステージには『機動戦士ガンダムUC』で主人公のバナージ・リンクスを演じた内山昂輝、同作の音楽を担当した澤野弘之とTielle、ガンダムファンを公言するSUGIZOがスペシャルゲストとして登場したほか、福井書き下ろしのバナージの台詞に、内山がアテレコした声へと呼応するように、ユニコーンガンダムが起動された。全身を発光させるユニコーンガンダムを背景に、Tielleは『ガンダムUC』のテレビシリーズの主題歌「Into the Sky」と、実物大ユニコーンガンダム立像のテーマ曲となる書き下ろし楽曲「Cage」を歌ったほか、SUGIZOは「ビギニング」の独奏を行い、全員によるスペシャルメドレーの生演奏も行われた。正式展示開始以前にも、ガンプラ関連をメインとしたアミューズメント施設「ガンダムベース東京」 (THE GUNDAM BASE TOKYO) が同年8月19日にダイバーシティ東京にオープンした同時期より、建造中のユニコーンガンダムが建造エリア外から一般の通行者にも目視できるようになっていた。
正式展示開始後、RX-78実物大ガンダム展示中にも行われた立像やその後方の建物の壁面にプロジェクションマッピング映像を映写する「Wall G」のほか、各種イベント企画などを随時実施している。
実物大ユニコーンガンダム立像が登場する作品
『ガンダムビルドファイターズ バトローグ』
2017年のショートアニメ。ユニコーンガンダム立像の正式展示に合わせ、ガンダムベース東京を舞台にしたエピソードでは実物大ユニコーンガンダムがのユニコーンモード状態でカメオ出演している（ただし、バックパップ機構は実際の立像ではなく『ガンダムUC』のものに準拠）。
『パシフィック・リム: アップライジング』
2018年の映画。ビーム・マグナムとシールドを装備した実物大ユニコーンガンダムが、サイコフレームなどをすべて白色に変えたデストロイモードの状態でカメオ出演している。立像の後方の建物には、英語で書かれた「ANAHEIM ELECTRONICS」（アナハイム·エレクトロニクス）の表記も確認できる。
『ガンダムビルドダイバーズ』
2018年のテレビアニメ。ガンダムベース東京が作中における現実世界での舞台の1つとなっており、この実物大ユニコーンガンダムが登場している。また、回によってユニコーンモードの場合とデストロイモードの場合があった。『ガンダムビルドファイターズ バトローグ』同様、実際の立像を再現不可能な一部の変形機構を再現しているほか、ビーム・マグナムとシールドを装備している。
『ラブライブ!虹ヶ咲学園スクールアイドル同好会』
2020年から始めるアニメシリーズ。ダイバーシティ東京が作中における舞台の1つとなっており、この実物大ユニコーンガンダムが登場している。こちらの立像は実際の立像同様ビーム・マグナムとシールドを装備していない、デストロイモード・ユニコーンモード間の変形とサイコフレームの発光機構も実際の立像に準拠。
『劇場版シティーハンター 天使の涙』
2023年のアニメ映画。縄と布団です巻きにされた獠がこれに引っかかる場面がある。小説版には無し。